# Creditanstalt
Creditanstalt — банк, основанный в 1820 году австрийской ветвью семьи Ротшильдов.
В 1931 году находился на грани банкротства:

… на удивительное фиаско непотопляемых Ротшильдов пристально смотрели из соседней Германии немигающие синие глаза будущего фюрера.
В декабре 1933 года парижского Эдуарда Ротшильда предупредили: в случае прихода к власти в Австрии нацисты всерьёз возьмутся за расследование дела о банкротстве «Кредит-Анштальт».

Логотип банка, после слияния с Bank Austria.

После Второй мировой войны банк был национализирован. В 1997 году принадлежащая государству часть активов была продана в Bank Austria; после слияния капиталов новый банк носил двойное имя — «Bank Austria Creditanstalt», сокращённо «BA-CA». С 31 марта 2008 года предпочтительным является название «Bank Austria». Входит в состав итальянской финансовой группы UniCredit. До октября 2016 года Bank Austria являлся владельцем 100 % голосующих акций российского представительства UniCredit — «Юникредит банк».